# Peter Olufsen
Peter Olufsen (6. juni 1862 i Tønder – 19. november 1933 i København) var en dansk godsejer og politiker, far til Aksel, Peter og Svend Olufsen. 
Han var søn af købmand Peter Olufsen (død 1903) og Anna født Redlefsen (død 1864). Han blev landbrugskandidat 1882 og købte i 1888 herregården Quistrup og afbyggergården Ørumgård. 1897-1911 var han desuden direktør for Struer Bank og blev bagefter bestyrelsesformand i banken. I 1925-27 tillod Olufsen, at sønnen Svends produktion af radioer (Bang & Olufsen) foregik på Quistrup.
1910-20 var han medlem af Landstinget for først Højre, siden Det Konservative Folkeparti. Fra 1918 var han tingvalgt medlem. Derudover var Peter Olufsen formand for Hjerm-Ginding Herreders Landboforening 1902-11, medlem af bestyrelsen for Det Kongelige Danske Landhusholdningsselskab, for A/S Kjøbenhavns Handelsbank og for Det gjensidige Forsikringsselskab "Danmark". Han var tillige formand for repræsentantskabet for Landbygningernes alm. Brandforsikring, formand for Foreningen af jydske Landboforeningers græsmarkssektion samt repræsentant i Hedeselskabet. Olufsen var Ridder af Dannebrog.
14. maj 1890 ægtede han Anna Hansen (9. april 1865 i Skærum Mølle - 1941), datter af proprietær F.D. Hansen (død 1895) og Camilla født Tranberg (død 1897).